# Ludden
Ludden és una població dels Estats Units a l'estat de Dakota del Nord. Segons el cens del 2000 tenia 29 habitants.

## Demografia
Segons el cens del 2000, Ludden tenia 29 habitants, 15 habitatges, i 10 famílies. La densitat de població era de 14,5 hab./km².
Dels 15 habitatges en un 20% hi vivien nens de menys de 18 anys, en un 53,3% hi vivien parelles casades, en un 0% dones solteres, i en un 26,7% no eren unitats familiars. En el 26,7% dels habitatges hi vivien persones soles el 13,3% de les quals corresponia a persones de 65 anys o més que vivien soles. El nombre mitjà de persones vivint en cada habitatge era d'1,93 i el nombre mitjà de persones que vivien en cada família era de 2,27.
Per edats la població es repartia de la següent manera: un 10,3% tenia menys de 18 anys, un 6,9% entre 18 i 24, un 17,2% entre 25 i 44, un 44,8% de 45 a 60 i un 20,7% 65 anys o més.
L'edat mediana era de 50 anys. Per cada 100 dones de 18 o més anys hi havia 116,7 homes.
La renda mediana per habitatge era de 26.250 $ i la renda mediana per família de 36.250 $. Els homes tenien una renda mediana de 40.625 $ mentre que les dones 16.250 $. La renda per capita de la població era de 20.770 $. Cap de les famílies i el 7,4% de la població estaven per davall del llindar de pobresa.

## Poblacions més properes
El següent diagrama mostra les poblacions més properes.